# Fort aan de Middenweg

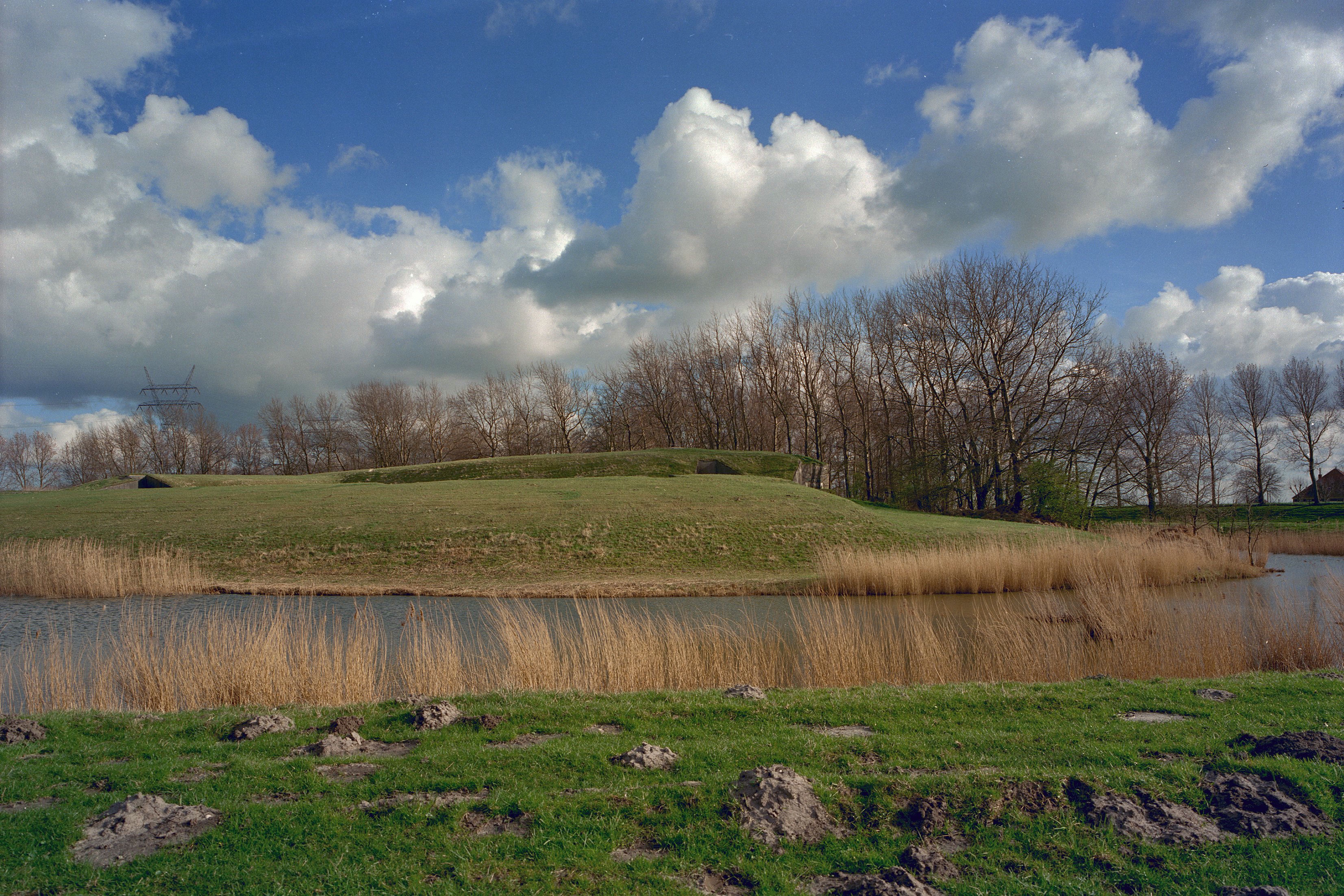
Fort aan de Middenweg

Het Fort aan de Middenweg is een fort aan de zuidelijke ringdijk van de Beemster en is onderdeel van de Stelling van Amsterdam.

## Bijzonderheden
In 1885 was het fort als verdedigbaar aardwerk al gereed. Het werd pas bijna 30 jaar later, in 1914, als een van de laatste van de Stelling opgeleverd. De belangrijkste taak was de verdediging van het acces gevormd door de Middenweg en de Zuiderweg.
Het is een model C fort waarvan er slechts twee zijn gebouwd. Voor het fort ligt een breed inundatiegebied en uit kostenoverwegingen heeft men besloten dit fort te voorzien van slechts een kanon in een hefkoepel. Deze koepel aan de frontzijde was wel via de poterne direct verbonden met het hoofdgebouw. Als compensatie voor het gemis van een tweede hefkoepel werden twee extra opstelplaatsen voor mitrailleurs in de frontwal geplaatst. In het hoofdgebouw zijn nog een ontijzeringsinstallatie voor drinkwater en de originele waterpompen aanwezig. Bijzonder aan het fort is het reinigingslokaal met waterreservoir aan het plafond en de voor die tijd moderne, kantelbare wasbakken.
Tussen dit fort en het oostelijker gelegen Fort aan de Nekkerweg ligt een inlaatsluis waardoor water uit het Noordhollandsch Kanaal de Beemster kon inunderen. De sluis is later dichtgestort.
Het fort is nu in handen van Natuurmonumenten. Het ligt ten westen van Fort aan de Nekkerweg en ten oosten van Fort aan de Jisperweg.